# Leonardo Bessa
Leonardo Rodrigues Bessa, mais conhecido como Leonardo Bessa (Rio de Janeiro, 23 de julho de 1974) é um compositor, cantor, músico, produtor musical e sambista carioca.

## Carreira
Começou sua carreira no mundo do samba ainda criança na escola de samba mirim Alegria da Passarela e depois na Aprendizes do Salgueiro.
Foi apoio de outras escolas de samba como Beija-Flor, Grande Rio, Caprichosos e União da Ilha. Acompanhou diversos artistas da MPB como Bezerra da Silva, Moreira da Silva, Roberta Miranda, Jorge Benjor, Reginaldo Bessa (seu pai), Neguinho da Beija-Flor e Jorge Aragão.
Como intérprete oficial de escolas de samba, iniciou sua carreira em 2004 no Arranco do Engenho de Dentro. Em 2006 passou a defender a São Clemente, escola da zona sul do Rio onde esteve até 2009. É foi interprete oficial no carnaval de Uruguaiana, Rio Grande do Sul, na escola Ilha do Marduque, onde ganhou os carnavais de 2008 e 2009. Está atualmente no Salgueiro, iniciando a sua carreira nesta escola como apoio de carro de som. Foi efetivado a intérprete oficial, ao lado de Quinho e Serginho do Porto em outubro de 2010., e será também cantor da Apoteose do Samba, em 2012, continuará em Uruguaiana, agora como cantor da Deu Chucha na Zebra, na Região Oceânica, de Niterói, por onde já esteve em 2010 e também, na Balaku Blaku.
Como produtor musical, já produziu vários cds de samba enredo das escolas dos grupos de acesso do Rio de Janeiro. e também, como produtor das gravações do CD da Liga das Escolas de Samba do Grupo de acesso A e B. antes produziu vários CDs para a AESCRJ. Produziu o CD da Série A (fusão dos Grupos de acesso A e B).
Lançou seu primeiro CD solo, Parece um Sonho, gravado em 2012, pela Saladesom Records. além de formar o grupo Setor 1. Antes de produzir mais um CD das escolas de samba da Série A, Bessa Foi desligado dessa função, devido a questões internas da LIERJ.
Compôs, produziu e cantou vários jingles de sucesso para a Rádio Tupi do Rio de Janeiro. Em 2020 lançou seu EP Samba Bessa.

## Títulos e estatísticas
|                  | Campeão                                 | Vice                | Terceiro       |
| ---------------- | --------------------------------------- | ------------------- | -------------- |
| Primeira Divisão | 2008 2009 2013 2016 2017 2018 2019 2020 | 2010 2012 2014 2015 | 2012 2017 2018 |
| Segunda Divisão  | 2007 2019                               | 2006 2014 2020      | —              |
| Terceira Divisão | 2020                                    | 2005 2022           | —              |

## Premiações
Abaixo, a lista de prêmios recebidos por Bessa em sua carreira no carnaval.
- Prêmio 100% Carnaval

1. 2020 - Melhor intérprete (Renascer) [12]

- S@mba-Net

1. 2005 - Prêmio Especial [13][14]
2. 2006 - Melhor intérprete [15][16]

- Troféu Explosão in Samba

1. 2020 - Melhor intérprete (Renascer) [17]
2. 2025 - Melhor intérprete (Renascer) [18]

- Troféu Tupi

1. 2025 - Melhor intérprete (Unidos da Ponte) [19]

## Discografia
- Parece um sonho (2012)[20][21]
- Samba Bessa (2020)